# 筑波山もみじ祭り
筑波山もみじ祭り（つくばさんもみじまつり）は、茨城県つくば市の筑波山で、2003年から毎年11月に行われる祭である。

## 概要
筑波山の紅葉は、10月下旬頃から山頂付近で色づき始め、見頃を迎える11月中旬は筑波山神社や山頂付近では多くの観光客で賑わう。

祭り期間中は各イベントの他、週末限定で紅葉のライトアップなども行われる。

## アクセス
電車・バス利用
首都圏新都市鉄道つくばエクスプレスで「つくば駅」下車。筑波山シャトルバスに乗車し「筑波山神社入口」下車（約40分）または、「つつじヶ丘」下車（約55分）。
自家用車利用
常磐自動車道土浦北ICより国道125号、茨城県道14号筑西つくば線、茨城県道42号笠間つくば線利用（約45分）。ただし、祭り期間中は、筑波山近辺の駐車場は大変混雑するため、上記の筑波山シャトルバスの利用が望ましい 。

## 備考
- 本祭期間中を含めた冬期の夜間は休日限定で「筑波山ロープウェイ・スターダストクルージング・夜の空中散歩」が行われている[6]。
- 本祭期間中の毎年11月1日には筑波山神社境内で「御座替祭」（秋祭り）が行われる。